# David Villa
David Villa Sánchez (Langreo, 3 dicembre 1981) è un dirigente sportivo ed ex calciatore spagnolo, di ruolo attaccante, proprietario del Queensboro e del Benidorm.
Soprannominato El Guaje (in asturiano "il bambino"), è considerato come uno dei migliori attaccanti spagnoli della storia del calcio. Si è classificato per cinque volte tra i candidati alla vittoria del Pallone d'oro, arrivando tra i primi dieci nel 2008 e nel 2010. A livello individuale ha anche vinto per ben quattro volte il Trofeo Zarra mentre vestiva la maglia del Valencia (nella stagione 2005-2006, quando realizzò 25 gol, nel 2006-2007 quando segnò 16 gol, nella stagione 2008-2009 con 28 gol e nel 2009-2010 con 21 gol) ed è il primatista di reti con la maglia del club spagnolo (17) nelle competizioni UEFA per club.
Durante la sua carriera, ha vinto 3 campionati spagnoli (2011, 2013 e 2014), 3 Coppe di Spagna (2004, 2008 e 2012), 3 Supercoppe spagnole (2004, 2010 e 2011), 1 Champions League (2011), 1 Supercoppa UEFA (2011), 1 Mondiale per club (2011) e 1 coppa dell'imperatore (2019)
Con la maglia della nazionale spagnola si è laureato prima campione d'Europa nel 2008 e poi campione del mondo nel 2010. È stato il capocannoniere dell'Europeo 2008 con 4 gol mentre ai Mondiali del 2010 ha vinto la Scarpa d'argento (5 gol) e il Pallone di bronzo. È inoltre il miglior marcatore di sempre della nazionale spagnola con 59 reti. Con la Roja è stato inserito anche nel migliore undici di Euro 2008 e del Mondiale 2010.

## Caratteristiche tecniche
Ricopriva spesso il ruolo di prima o seconda punta, ma poteva essere utilizzato anche come ala.
Emilio Butragueño ha detto di lui: «Villa è un giocatore completissimo: può giocare sia da prima che da seconda punta, è in possesso di visione di gioco, di tecnica, e in area è distruttivo. È veloce, ma fisicamente non è un portento». Secondo Santillana, altro ex attaccante del Real, Villa non è stato un centravanti in senso classico, ma un attaccante «straordinario tecnicamente, molto veloce e mobile».

## Carriera

### Club

#### Inizi
Comincia la carriera professionistica nella sua terra, nelle file dello Sporting Gijon, squadra della seconda divisione spagnola. Nella stagione 2000-2001 scende in campo una sola volta, mentre l'anno successivo totalizza 40 presenze e realizza 18 reti. Nel 2003 segna 20 gol in 39 partite e successivamente passa al Saragozza in Primera División.
Nelle due successive stagioni conquista una Coppa del Re, con 38 partite e 17 gol nel 2004 e 35 partite e 15 gol nel 2005.

#### Valencia

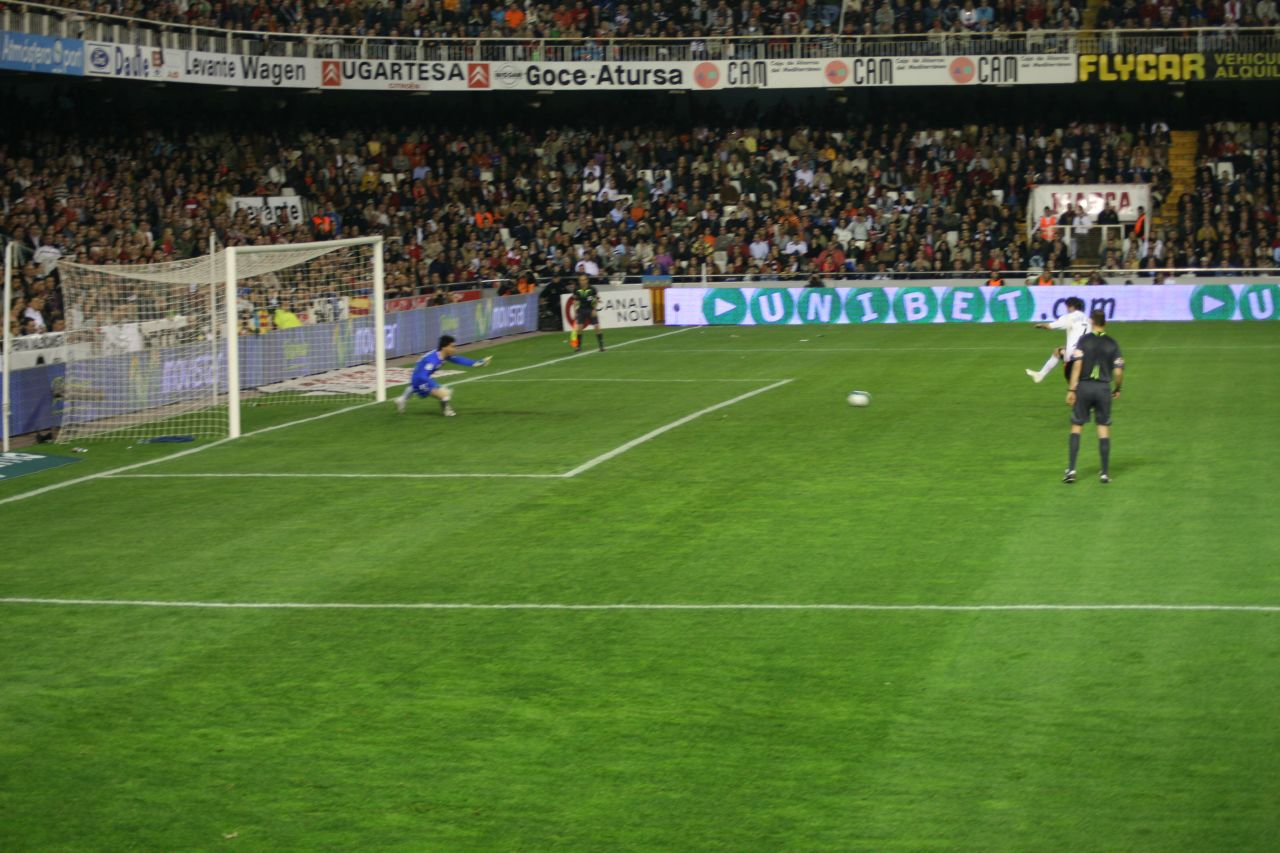
David Villa batte un calcio di rigore.

Il 22 giugno 2005 il Valencia lo mette sotto contratto per la stagione 2005-2006 pagando al Zaragoza i 12 milioni di euro più IVA della clausola rescissoria. Alla prima stagione realizza 25 reti in 35 partite (6 su calcio di rigore) e arriva ad un passo dal titolo di Pichichi, vinto da Samuel Eto'o. Segna la sua prima tripletta con il Valencia il 23 aprile 2006 contro l'Athletic Bilbao (dall'80' all'85'). Nella stagione successiva realizza 15 gol in 36 presenze di campionato, mettendo a segno al contempo 5 reti in Champions League (turni preliminari compresi), compresa quella da calcio di punizione nell'andata degli ottavi di finale contro l'Inter.
Alla sua centesima presenza con il Valencia, l'11 maggio 2008, realizza una tripletta contro il Levante (rispettivamente 54º, 55º e 56º gol per il club). Chiuderà la stagione 2007-2008 con 18 reti all'attivo in 28 gare giocate.
Nella Liga 2008-2009 stabilisce il proprio record personale realizzando 28 reti in 33 gare piazzandosi solo terzo nella classifica marcatori, superato da Diego Forlán, autore di 32 reti, e da Samuel Eto'o, a quota 30. Con le 28 reti eguaglia anche il record fatto registrare da Mario Kempes nel 1977-1978 quale miglior realizzatore in una stagione della Liga con la maglia del Valencia.

#### Barcellona

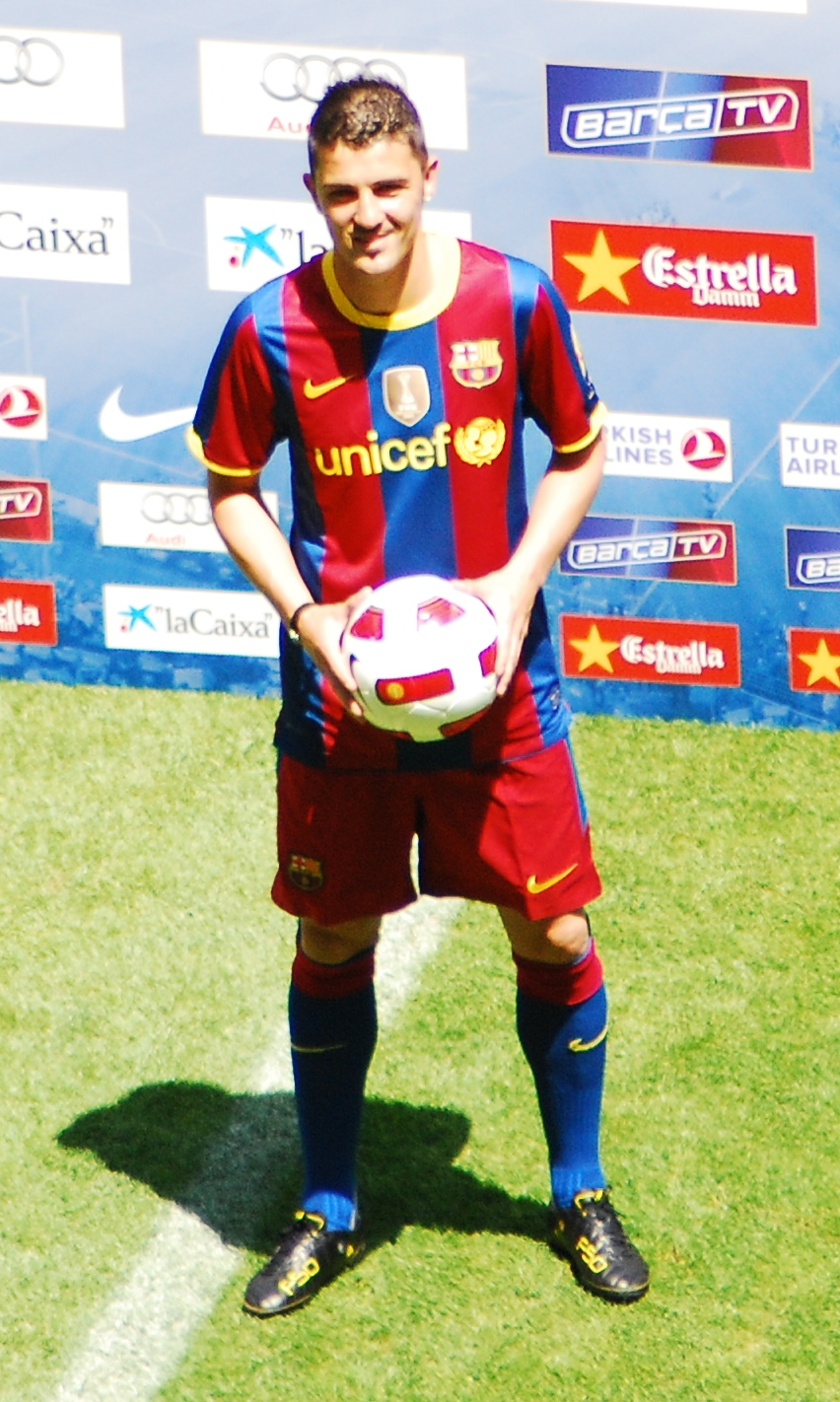
David Villa alla presentazione con la maglia del Barcellona.

Il 19 maggio 2010 viene ufficializzato il passaggio di Villa dal Valencia al Barcellona per circa 40 milioni di euro. Fa la sua prima apparizione ufficiale stagionale con i blaugrana nella partita di ritorno della finale della Supercoppa di Spagna al Camp Nou contro il Siviglia dove la squadra catalana ribalta la situazione di svantaggio di 3-1 con un 4-0.
Il 29 agosto 2010 gioca la sua prima partita nella Liga col Barcellona contro il Racing Santander, mettendo a segno il gol del definitivo 3-0. Il 14 settembre debutta in Champions League segnando un gol contro il Panathinaikos Segna una doppietta il 31 ottobre contro il Siviglia contribuendo alla vittoria finale per 5-0. Il 27 dicembre viene eletto "Atleta maschile dell'anno" dalla United States Sports Academy superando Rafael Nadal e il precedente vincitore Manny Pacquiao. Il 28 maggio segna il terzo gol nella finale di UEFA Champions League contro il Manchester United finita 3-1 per i catalani. Finisce la stagione con 24 gol segnati in 52 partite (secondo marcatore del Barcellona dopo Lionel Messi), vincendo la sua prima Liga, la sua prima UEFA Champions League e la seconda Supercoppa di Spagna.
Il 14 agosto 2011 segna la sua prima rete della nuova stagione al Bernabéu nella finale d'andata della Supercoppa di Spagna, finita 2-2. Vincendo 3-2 la partita di ritorno, la Supercoppa va al Barcellona. Il 26 agosto vince la Supercoppa UEFA contro il Porto (2-0). Il 17 settembre realizza una doppietta in campionato nell'8-0 casalingo contro l'Osasuna; con questi due gol subiti la squadra di Pamplona diventa il bersaglio preferito di Villa nel campionato spagnolo, avendo incassato da lui 13 gol. Il 15 dicembre, durante il primo tempo della semifinale del Mondiale per Club contro l'Al-Sadd, riporta la frattura della tibia della gamba sinistra che lo costringerà a saltare la restante parte della stagione e gli impedirà di prendere parte ai Campionato europeo di calcio 2012 in Polonia e Ucraina.
Il 19 agosto 2012, dopo un'inattività di circa sette mesi, torna in campo nella prima giornata della Liga 2012-2013 subentrando al 74' a Pedro nel match d'esordio del Barcellona contro la Real Sociedad e realizzando la rete del definitivo 5-1.

#### Atletico Madrid

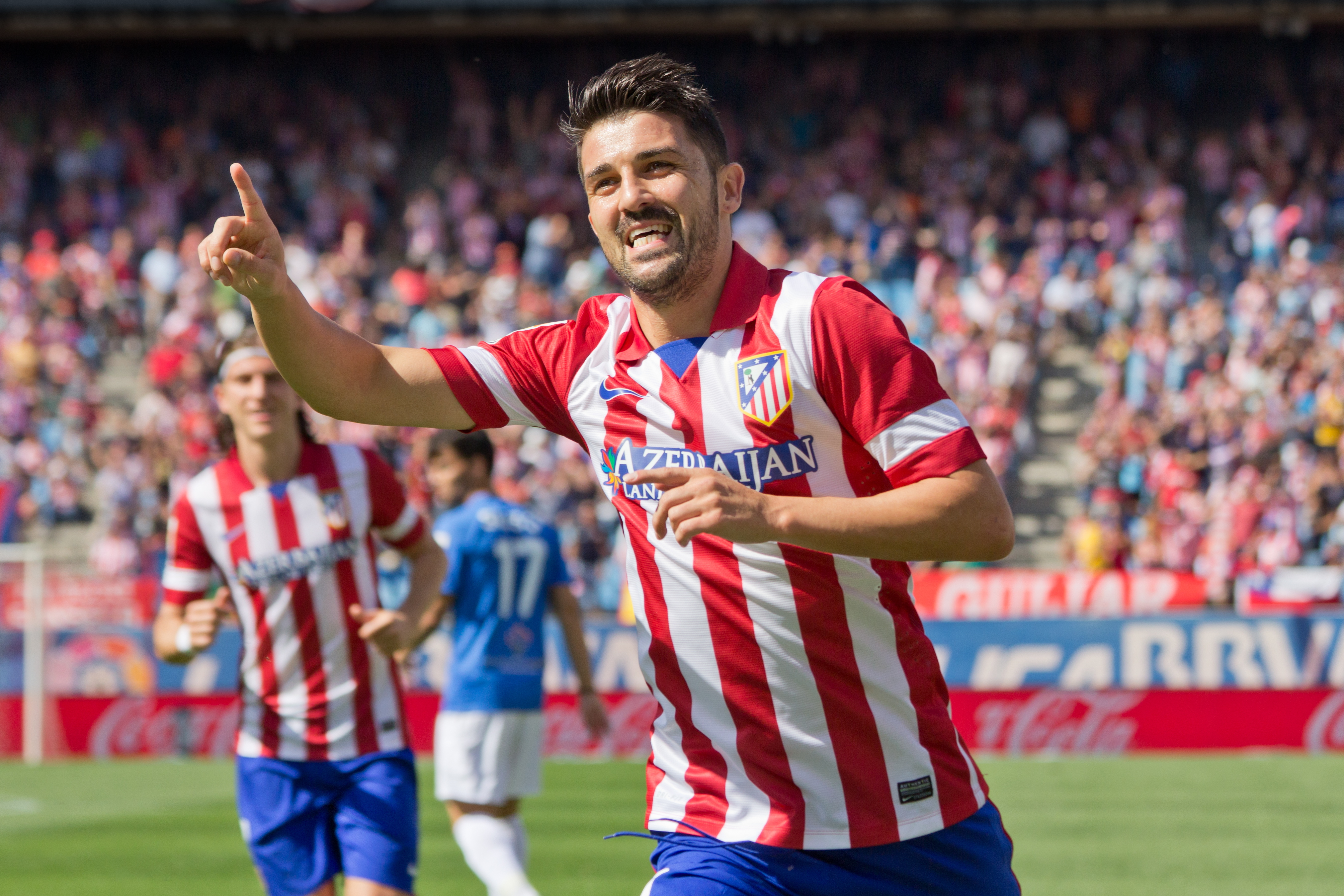
David Villa esulta dopo un gol segnato con la maglia dell'Atlético Madrid.

L'8 luglio 2013 passa all'Atlético Madrid per circa 5 milioni di euro, oltre al versamento nelle casse del Barcellona del 50% del ricavo ottenuto dall'eventuale vendita del giocatore; firma un contratto triennale da 5 milioni a stagione. Realizza la sua prima rete in biancorosso il 21 agosto seguente, nell'andata di Supercoppa spagnola, segnando il gol del momentaneo 1-0, proprio contro i Blaugrana, grazie a un tiro di destro al volo. Segna la sua prima marcatura in campionato con la nuova maglia nell'incontro esterno vinto per 1-2 contro la Real Sociedad, per poi ripetersi, la settimana successiva, al Calderón, ai danni dell'Almeria. Sarà autore della prima doppietta stagionale il 27 ottobre nell'incontro casalingo vinto 5-2 contro il Betis. Il 17 maggio 2014 vince per la terza volta in carriera la Liga, grazie all'1-1 rimediato nello scontro diretto al Camp Nou di Barcellona, che vedrà, di conseguenza, i Colchoneros campioni di Spagna dopo diciotto anni.
Termina la stagione, dunque, con 36 presenze e 13 gol realizzati in campionato, di cui gli ultimi datati 8 marzo 2014, nello 0-2 di Vigo. In Champions League raggiungerà con i biancorossi la finale, da cui ne uscirà sconfitto, per merito del Real Madrid.

#### New York City e prestito al Melbourne City
Il 2 giugno 2014 viene ufficializzato il suo passaggio a parametro zero al New York City, neonata formazione statunitense che dal 2015 milita nella Major League Soccer, con cui firma un contratto triennale.
Il 5 giugno viene annunciato che, per mantenere la condizione in attesa dell'esordio in MLS nel 2015, dal 1º ottobre fino al 31 dicembre verrà girato in prestito alla squadra australiana del Melbourne City. Con la squadra australiana disputa solo 4 partite (con due gol all'attivo) invece delle 10 previste al momento del prestito e, dopo il match contro l'Adelaide United del 31 ottobre, torna a New York per partecipare ad alcune campagne pubblicitarie in vista dell'esordio della squadra in MLS.
Fa il suo esordio con la maglia del New York City l'8 marzo 2015, nel pareggio per 1-1 sul campo dell'Orlando City. Il 15 aprile seguente realizza la sua prima rete in MLS nella partita vinta per 2-0 contro i New England Revolution. È stato il primo giocatore del club a segnare un gol in gare ufficiali, il primo storico capitano, il primo a segnare allo Yankee Stadium e con 80 gol segnati in quattro stagioni di MLS è il miglior marcatore di sempre nella storia dei New York. Il 28 novembre 2018 decide di lasciare il club.

#### Vissel Kobe
Il 1º dicembre 2018 il Vissel Kobe annuncia di aver ingaggiato David Villa, che conferma a sua volta il trasferimento con un annuncio sui suoi profili social. Ha collezionato 28 presenze in J1 League, segnando 13 reti. Il 13 novembre 2019 ha comunicato il suo ritiro dal calcio giocato al termine della stagione.

### Nazionale

#### 2005-2010
Debutta in nazionale il 9 febbraio 2005 in una partita vinta per 5-0 contro San Marino ad Almería, subentrando al 46º del secondo tempo. Convocato per il campionato del mondo 2006, nel torneo segna 3 reti, con doppietta all'Ucraina e un gol su calcio di rigore contro la Francia risultato inutile, poiché la Spagna perde 3-1 e si ferma agli ottavi di finale.

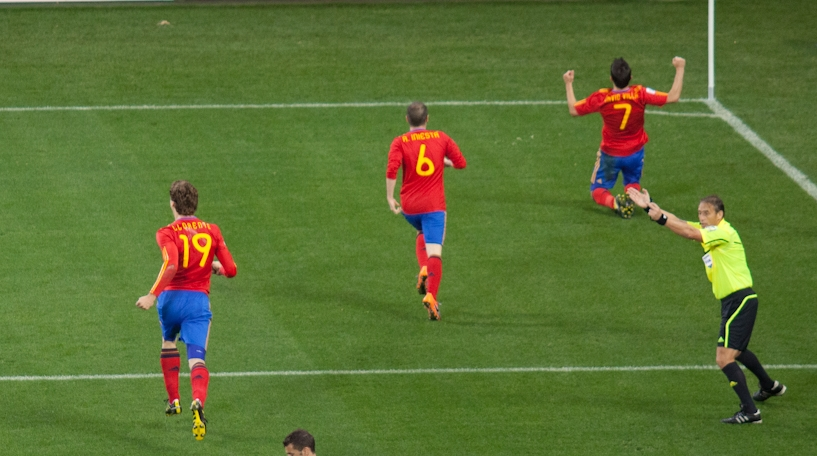
David Villa con la maglia della Spagna segna al Portogallo ai Mondiali del 2010.

Nelle qualificazioni al campionato d'Europa 2008 realizza sette reti, contribuendo al raggiungimento della fase finale della competizione. Nel giugno 2008 la squadra prende parte al torneo in Austria e Svizzera; all'esordio Villa mette subito a referto una tripletta per il 4-1 finale con cui gli iberici superano la Russia. Nel secondo match, contro la Svezia, Villa segna il gol del definitivo 2-1 al 93' minuto, rete che consente alla squadra di accedere alla fase a eliminazione diretta; nel quarto di finale contro l'Italia è il primo a presentarsi sul dischetto in occasione dei tiri di rigore, segnando. Nella semifinale contro la Russia, infortunatosi, viene sostituito da Cesc Fàbregas ed è costretto, poi, a saltare la finale del torneo, Spagna-Germania 1-0; si laurea ugualmente capocannoniere dell'Europeo con 4 reti.
Viene inserito nella lista dei 23 per i Mondiali in Sudafrica. Segna tre gol nella fase a gironi e si rivela decisivo anche negli ottavi e nei quarti di finale del torneo: è infatti autore delle reti spagnole nei match giocati rispettivamente contro Portogallo e Paraguay e conclusisi entrambi sull'1-0. L'11 luglio si laurea campione del mondo con la sua nazionale. Con cinque reti realizzate si è classificato primo tra i marcatori ex aequo con Thomas Müller, Diego Forlán e Wesley Sneijder, ma la FIFA ha decretato il solo Müller capocannoniere in quanto autore del maggior numero di assist (3).

#### 2011-2017
Il 26 marzo 2011, segnando una doppietta alla Rep. Ceca, supera Raúl e diventa il miglior realizzatore nella storia della nazionale spagnola. Il 6 settembre 2011 mette a segno un'altra doppietta nel 6-0 della Spagna contro il Liechtenstein che vale alle furie rosse la qualificazione matematica per Euro 2012. In seguito all'infortunio del 15 dicembre subito con la maglia del Barcellona in semifinale del Mondiale per Club contro l'Al-Sadd, non può prendere parte all'europeo in Polonia e Ucraina.

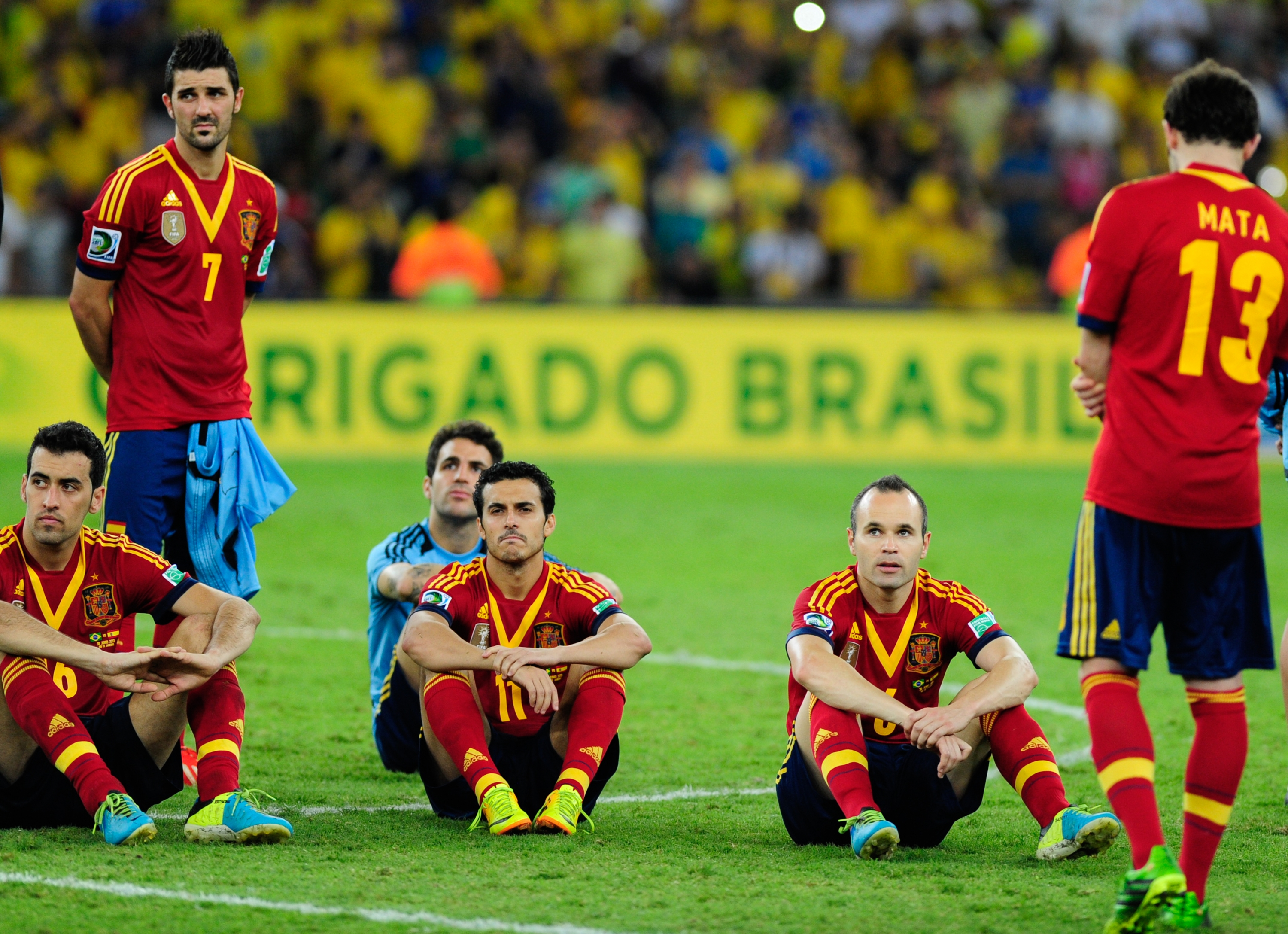
David Villa (in piedi), al termine della finale della Confederations Cup 2013 persa 3-0 contro il Brasile.

Viene convocato da del Bosque per la Confederations Cup edizione 2013, che si svolge in Brasile. Il 20 giugno, nella seconda gara del girone, segna una tripletta nella storica vittoria della Roja per 10-0 contro Tahiti, che è anche la vittoria più larga nella storia della nazionale iberica. Impiegato a singhiozzo, salta la semifinale con l'Italia e subentra nella finale del 30 giugno al Maracanà, in cui la Spagna si arrende al Brasile perdendo 3-0.
Convocato anche per il Mondiale 2014, annuncia di volersi ritirare dalla nazionale al termine della manifestazione. Gioca solo la terza partita del torneo, ormai inutile ai fini del passaggio del turno, contro l'Australia, aprendo le marcature nel 3-0 contro i Socceroos con un colpo di tacco.
Viene richiamato in nazionale oltre tre anni dopo la sua ultima presenza per disputare le due partite di qualificazione al mondiale di Russia 2018, contro Italia e Liechtenstein del 2 e 5 settembre 2017.

### Dopo il ritiro
Il 6 maggio 2021 viene ufficializzato nuovo Head of Global Football Operations dell'Odisha.
Dall’estate del 2022 fa parte della squadra di DAZN in Spagna.

## Statistiche
David Villa, tra club, nazionale maggiore e nazionali giovanili, ha segnato 463 gol in 906 partite con una media di 0,51 gol/partita.

### Presenze e reti nei club
Statistiche aggiornate al termine della carriera da calciatore.
| Stagione                | Squadra                 | Campionato              | Campionato | Campionato | Coppe nazionali | Coppe nazionali | Coppe nazionali | Coppe continentali | Coppe continentali | Coppe continentali | Altre coppe | Altre coppe | Altre coppe | Totale | Totale |
| Stagione                | Squadra                 | Comp                    | Pres       | Reti       | Comp            | Pres            | Reti            | Comp               | Pres               | Reti               | Comp        | Pres        | Reti        | Pres   | Reti   |
| ----------------------- | ----------------------- | ----------------------- | ---------- | ---------- | --------------- | --------------- | --------------- | ------------------ | ------------------ | ------------------ | ----------- | ----------- | ----------- | ------ | ------ |
| 1999-2000               | Sporting Gijón B        | SDB                     | 30         | 12         | -               | -               | -               | -                  | -                  | -                  | -           | -           | -           | 30     | 12     |
| 2000-2001               | Sporting Gijón B        | SDB                     | 35         | 13         | -               | -               | -               | -                  | -                  | -                  | -           | -           | -           | 35     | 13     |
| 2001-2002               | Sporting Gijón B        | SDB                     | 1          | 1          |                 |                 |                 |                    |                    |                    |             |             |             | 1      | 1      |
| Totale Sporting Gijón B | Totale Sporting Gijón B | Totale Sporting Gijón B | 66         | 26         |                 | -               | -               |                    | -                  | -                  |             | -           | -           | 66     | 26     |
| 2000-2001               | Sporting Gijón          | SD                      | 1          | 0          | CR              | -               | -               | -                  | -                  | -                  | -           | -           | -           | 1      | 0      |
| 2001-2002               | Sporting Gijón          | SD                      | 40         | 18         | CR              | 4               | 2               | -                  | -                  | -                  | -           | -           | -           | 44     | 20     |
| 2002-2003               | Sporting Gijón          | SD                      | 39         | 20         | CR              | 1               | 1               | -                  | -                  | -                  | -           | -           | -           | 40     | 21     |
| Totale Sporting Gijón   | Totale Sporting Gijón   | Totale Sporting Gijón   | 80         | 38         |                 | 5               | 3               |                    | -                  | -                  |             | -           | -           | 85     | 41     |
| 2003-2004               | Real Zaragoza           | PD                      | 38         | 17         | CR              | 8               | 4               | -                  | -                  | -                  | -           | -           | -           | 46     | 21     |
| 2004-2005               | Real Zaragoza           | PD                      | 35         | 15         | CR              | 1               | 0               | CU                 | 10                 | 3                  | SS          | 2           | 0           | 48     | 18     |
| Totale Real Saragozza   | Totale Real Saragozza   | Totale Real Saragozza   | 73         | 32         |                 | 9               | 4               |                    | 10                 | 3                  |             | 2           | 0           | 94     | 39     |
| 2005-2006               | Valencia                | PD                      | 37         | 25         | CR              | 4               | 2               | Int                | 6                  | 1                  | -           | -           | -           | 47     | 28     |
| 2006-2007               | Valencia                | PD                      | 36         | 15         | CR              | 2               | 0               | UCL                | 11                 | 5                  | -           | -           | -           | 49     | 20     |
| 2007-2008               | Valencia                | PD                      | 28         | 18         | CR              | 6               | 1               | UCL                | 7                  | 3                  | -           | -           | -           | 41     | 22     |
| 2008-2009               | Valencia                | PD                      | 33         | 28         | CR              | 3               | 1               | CU                 | 5                  | 1                  | SS          | 2           | 1           | 43     | 31     |
| 2009-2010               | Valencia                | PD                      | 32         | 21         | CR              | 2               | 0               | UEL                | 11                 | 7                  | -           | -           | -           | 45     | 28     |
| Totale Valencia         | Totale Valencia         | Totale Valencia         | 166        | 107        |                 | 17              | 4               |                    | 40                 | 17                 |             | 2           | 1           | 225    | 129    |
| 2010-2011               | Barcellona              | PD                      | 34         | 18         | CR              | 5               | 1               | UCL                | 12                 | 4                  | SS          | 1           | 0           | 52     | 23     |
| 2011-2012               | Barcellona              | PD                      | 15         | 5          | CR              | 1               | 0               | UCL                | 4                  | 3                  | SS+SU+Cmc   | 2+1+1       | 1+0+0       | 24     | 9      |
| 2012-2013               | Barcellona              | PD                      | 28         | 10         | CR              | 5               | 5               | UCL                | 10                 | 1                  | SS          | 0           | 0           | 43     | 16     |
| Totale Barcellona       | Totale Barcellona       | Totale Barcellona       | 77         | 33         |                 | 11              | 6               |                    | 26                 | 8                  |             | 5           | 1           | 119    | 48     |
| 2013-2014               | Atlético Madrid         | PD                      | 36         | 13         | CR              | 2               | 1               | UCL                | 7                  | 0                  | SS          | 2           | 1           | 47     | 15     |
| 2014                    | Melbourne City          | AL                      | 4          | 2          | FFACup          | -               | -               | -                  | -                  | -                  | -           | -           | -           | 4      | 2      |
| 2015                    | New York City           | MLS                     | 30         | 18         | USOC            | 0               | 0               | -                  | -                  | -                  | -           | -           | -           | 30     | 18     |
| 2016                    | New York City           | MLS                     | 33+2       | 23+0       | USOC            | 0               | 0               | -                  | -                  | -                  | -           | -           | -           | 35     | 23     |
| 2017                    | New York City           | MLS                     | 31+2       | 22+2       | USOC            | 1               | 0               | -                  | -                  | -                  | -           | -           | -           | 34     | 24     |
| 2018                    | New York City           | MLS                     | 23+3       | 14+1       | USOC            | 1               | 0               | -                  | -                  | -                  | -           | -           | -           | 27     | 15     |
| Totale New York City    | Totale New York City    | Totale New York City    | 117+7      | 77+3       |                 | 2               | 0               |                    | -                  | -                  |             | -           | -           | 126    | 80     |
| 2019                    | Vissel Kobe             | J1                      | 28         | 13         | CI              | 1               | 0               | -                  | -                  | -                  | -           | -           | -           | 29     | 13     |
| Totale carriera         | Totale carriera         | Totale carriera         | 647+7      | 339+3      |                 | 47              | 18              |                    | 83                 | 28                 |             | 11          | 3           | 795    | 393    |

### Cronologia presenze e reti in nazionale
| Cronologia completa delle presenze e delle reti in nazionale ― Spagna | Cronologia completa delle presenze e delle reti in nazionale ― Spagna | Cronologia completa delle presenze e delle reti in nazionale ― Spagna | Cronologia completa delle presenze e delle reti in nazionale ― Spagna | Cronologia completa delle presenze e delle reti in nazionale ― Spagna | Cronologia completa delle presenze e delle reti in nazionale ― Spagna | Cronologia completa delle presenze e delle reti in nazionale ― Spagna | Cronologia completa delle presenze e delle reti in nazionale ― Spagna |
| Data                                                                  | Città                                                                 | In casa                                                               | Risultato                                                             | Ospiti                                                                | Competizione                                                          | Reti                                                                  | Note                                                                  |
| --------------------------------------------------------------------- | --------------------------------------------------------------------- | --------------------------------------------------------------------- | --------------------------------------------------------------------- | --------------------------------------------------------------------- | --------------------------------------------------------------------- | --------------------------------------------------------------------- | --------------------------------------------------------------------- |
| 9-2-2005                                                              | Almería                                                               | Spagna                                                                | 5 – 0                                                                 | San Marino                                                            | Qual. Mondiali 2006                                                   | -                                                                     | 46’                                                                   |
| 8-10-2005                                                             | Bruxelles                                                             | Belgio                                                                | 0 – 2                                                                 | Spagna                                                                | Qual. Mondiali 2006                                                   | -                                                                     | 55’                                                                   |
| 13-10-2005                                                            | Serravalle                                                            | San Marino                                                            | 0 – 6                                                                 | Spagna                                                                | Qual. Mondiali 2006                                                   | -                                                                     | 58’                                                                   |
| 16-11-2005                                                            | Bratislava                                                            | Slovacchia                                                            | 1 – 1                                                                 | Spagna                                                                | Qual. Mondiali 2006                                                   | 1                                                                     | 61’                                                                   |
| 1-3-2006                                                              | Valladolid                                                            | Spagna                                                                | 3 – 2                                                                 | Costa d'Avorio                                                        | Amichevole                                                            | 1                                                                     |                                                                       |
| 27-5-2006                                                             | Albacete                                                              | Spagna                                                                | 0 – 0                                                                 | Russia                                                                | Amichevole                                                            | -                                                                     | 61’                                                                   |
| 3-6-2006                                                              | Elche                                                                 | Spagna                                                                | 2 – 0                                                                 | Egitto                                                                | Amichevole                                                            | -                                                                     | 46’                                                                   |
| 7-6-2006                                                              | Ginevra                                                               | Spagna                                                                | 2 – 1                                                                 | Croazia                                                               | Amichevole                                                            | -                                                                     | 62’                                                                   |
| 14-6-2006                                                             | Lipsia                                                                | Spagna                                                                | 4 – 0                                                                 | Ucraina                                                               | Mondiali 2006 - 1º turno                                              | 2                                                                     | 55’                                                                   |
| 19-6-2006                                                             | Stoccarda                                                             | Spagna                                                                | 3 – 1                                                                 | Tunisia                                                               | Mondiali 2006 - 1º turno                                              | -                                                                     | 57’                                                                   |
| 23-6-2006                                                             | Kaiserslautern                                                        | Arabia Saudita                                                        | 0 – 1                                                                 | Spagna                                                                | Mondiali 2006 - 1º turno                                              | -                                                                     | 46’                                                                   |
| 27-6-2006                                                             | Hannover                                                              | Spagna                                                                | 1 – 3                                                                 | Francia                                                               | Mondiali 2006 - Ottavi di finale                                      | 1                                                                     | 54’                                                                   |
| 15-8-2006                                                             | Reykjavík                                                             | Islanda                                                               | 0 – 0                                                                 | Spagna                                                                | Amichevole                                                            | -                                                                     |                                                                       |
| 2-9-2006                                                              | Badajoz                                                               | Spagna                                                                | 4 – 0                                                                 | Liechtenstein                                                         | Qual. Euro 2008                                                       | 2                                                                     | 41’ - 62’                                                             |
| 6-9-2006                                                              | Belfast                                                               | Irlanda del Nord                                                      | 3 – 2                                                                 | Spagna                                                                | Qual. Euro 2008                                                       | 1                                                                     |                                                                       |
| 7-10-2006                                                             | Solna                                                                 | Svezia                                                                | 2 – 0                                                                 | Spagna                                                                | Qual. Euro 2008                                                       | -                                                                     |                                                                       |
| 11-10-2006                                                            | Murcia                                                                | Spagna                                                                | 2 – 1                                                                 | Argentina                                                             | Amichevole                                                            | 1                                                                     | 90’                                                                   |
| 15-11-2006                                                            | Cadice                                                                | Spagna                                                                | 0 – 1                                                                 | Romania                                                               | Amichevole                                                            | -                                                                     |                                                                       |
| 7-2-2007                                                              | Manchester                                                            | Inghilterra                                                           | 0 – 1                                                                 | Spagna                                                                | Amichevole                                                            | -                                                                     | 75’                                                                   |
| 24-3-2007                                                             | Madrid                                                                | Spagna                                                                | 2 – 1                                                                 | Danimarca                                                             | Qual. Euro 2008                                                       | 1                                                                     | 76’                                                                   |
| 28-3-2007                                                             | Palma di Maiorca                                                      | Spagna                                                                | 1 – 0                                                                 | Islanda                                                               | Qual. Euro 2008                                                       | -                                                                     |                                                                       |
| 2-6-2007                                                              | Riga                                                                  | Lettonia                                                              | 0 – 2                                                                 | Spagna                                                                | Qual. Euro 2008                                                       | -                                                                     |                                                                       |
| 6-6-2007                                                              | Vaduz                                                                 | Liechtenstein                                                         | 0 – 2                                                                 | Spagna                                                                | Qual. Euro 2008                                                       | 2                                                                     |                                                                       |
| 22-8-2007                                                             | Salonicco                                                             | Grecia                                                                | 2 – 3                                                                 | Spagna                                                                | Amichevole                                                            | -                                                                     | 76’                                                                   |
| 8-9-2007                                                              | Reykjavík                                                             | Islanda                                                               | 1 – 1                                                                 | Spagna                                                                | Qual. Euro 2008                                                       | -                                                                     |                                                                       |
| 12-9-2007                                                             | Oviedo                                                                | Spagna                                                                | 2 – 0                                                                 | Lettonia                                                              | Qual. Euro 2008                                                       | -                                                                     | 48’                                                                   |
| 17-11-2007                                                            | Madrid                                                                | Spagna                                                                | 3 – 0                                                                 | Svezia                                                                | Qual. Euro 2008                                                       | -                                                                     | 52’                                                                   |
| 21-11-2007                                                            | Las Palmas                                                            | Spagna                                                                | 1 – 0                                                                 | Irlanda del Nord                                                      | Qual. Euro 2008                                                       | -                                                                     | 67’                                                                   |
| 6-2-2008                                                              | Malaga                                                                | Spagna                                                                | 1 – 0                                                                 | Francia                                                               | Amichevole                                                            | -                                                                     | 46’                                                                   |
| 26-3-2008                                                             | Elche                                                                 | Spagna                                                                | 1 – 0                                                                 | Italia                                                                | Amichevole                                                            | 1                                                                     | 46’ - 54’                                                             |
| 31-5-2008                                                             | Huelva                                                                | Spagna                                                                | 2 – 1                                                                 | Perù                                                                  | Amichevole                                                            | 1                                                                     | 76’                                                                   |
| 10-6-2008                                                             | Innsbruck                                                             | Spagna                                                                | 4 – 1                                                                 | Russia                                                                | Euro 2008 - 1º turno                                                  | 3                                                                     |                                                                       |
| 14-6-2008                                                             | Innsbruck                                                             | Svezia                                                                | 1 – 2                                                                 | Spagna                                                                | Euro 2008 - 1º turno                                                  | 1                                                                     |                                                                       |
| 22-6-2008                                                             | Vienna                                                                | Spagna                                                                | 0 – 0 dts (4 – 2 dtr)                                                 | Italia                                                                | Euro 2008 - Quarti di finale                                          | -                                                                     | 72’                                                                   |
| 26-6-2008                                                             | Vienna                                                                | Russia                                                                | 0 – 3                                                                 | Spagna                                                                | Euro 2008 - Semifinale                                                | -                                                                     | 34’                                                                   |
| 20-8-2008                                                             | Copenaghen                                                            | Danimarca                                                             | 0 – 3                                                                 | Spagna                                                                | Amichevole                                                            | -                                                                     | 46’                                                                   |
| 6-9-2008                                                              | Murcia                                                                | Spagna                                                                | 1 – 0                                                                 | Bosnia ed Erzegovina                                                  | Qual. Mondiali 2010                                                   | 1                                                                     | 84’                                                                   |
| 10-9-2008                                                             | Albacete                                                              | Spagna                                                                | 4 – 0                                                                 | Armenia                                                               | Qual. Mondiali 2010                                                   | 2                                                                     |                                                                       |
| 11-10-2008                                                            | Tallinn                                                               | Estonia                                                               | 0 – 3                                                                 | Spagna                                                                | Qual. Mondiali 2010                                                   | 1                                                                     | 70’                                                                   |
| 15-10-2008                                                            | Bruxelles                                                             | Belgio                                                                | 1 – 2                                                                 | Spagna                                                                | Qual. Mondiali 2010                                                   | 1                                                                     | 88’                                                                   |
| 19-11-2008                                                            | Vila-real                                                             | Spagna                                                                | 3 – 0                                                                 | Cile                                                                  | Amichevole                                                            | 1                                                                     | 53’ - 57’                                                             |
| 11-2-2009                                                             | Siviglia                                                              | Spagna                                                                | 2 – 0                                                                 | Inghilterra                                                           | Amichevole                                                            | 1                                                                     | 56’                                                                   |
| 28-3-2009                                                             | Madrid                                                                | Spagna                                                                | 1 – 0                                                                 | Turchia                                                               | Qual. Mondiali 2010                                                   | -                                                                     | 63’                                                                   |
| 9-6-2009                                                              | Baku                                                                  | Azerbaigian                                                           | 0 – 6                                                                 | Spagna                                                                | Amichevole                                                            | 3                                                                     | 46’                                                                   |
| 14-6-2009                                                             | Rustenburg                                                            | Nuova Zelanda                                                         | 0 – 5                                                                 | Spagna                                                                | Conf. Cup 2009 - 1º turno                                             | 1                                                                     |                                                                       |
| 17-6-2009                                                             | Bloemfontein                                                          | Spagna                                                                | 1 – 0                                                                 | Iraq                                                                  | Conf. Cup 2009 - 1º turno                                             | 1                                                                     | 75’                                                                   |
| 20-6-2009                                                             | Bloemfontein                                                          | Spagna                                                                | 2 – 0                                                                 | Sudafrica                                                             | Conf. Cup 2009 - 1º turno                                             | 1                                                                     | 60’                                                                   |
| 24-6-2009                                                             | Bloemfontein                                                          | Spagna                                                                | 0 – 2                                                                 | Stati Uniti                                                           | Conf. Cup 2009 - Semifinale                                           | -                                                                     |                                                                       |
| 28-6-2009                                                             | Rustenburg                                                            | Spagna                                                                | 3 – 2 dts                                                             | Sudafrica                                                             | Conf. Cup 2009 - Finale 3º posto                                      | -                                                                     | 57’                                                                   |
| 12-8-2009                                                             | Skopje                                                                | Macedonia                                                             | 2 – 3                                                                 | Spagna                                                                | Amichevole                                                            | -                                                                     | 46’                                                                   |
| 6-9-2009                                                              | La Coruña                                                             | Spagna                                                                | 5 – 0                                                                 | Belgio                                                                | Qual. Mondiali 2010                                                   | 2                                                                     |                                                                       |
| 9-9-2009                                                              | Mérida                                                                | Spagna                                                                | 3 – 0                                                                 | Estonia                                                               | Qual. Mondiali 2010                                                   | -                                                                     | 67’                                                                   |
| 14-11-2009                                                            | Madrid                                                                | Spagna                                                                | 2 – 1                                                                 | Argentina                                                             | Amichevole                                                            | -                                                                     | 83’                                                                   |
| 18-11-2009                                                            | Vienna                                                                | Austria                                                               | 1 – 5                                                                 | Spagna                                                                | Amichevole                                                            | 2                                                                     | 46’                                                                   |
| 3-3-2010                                                              | Saint-Denis                                                           | Francia                                                               | 0 – 2                                                                 | Spagna                                                                | Amichevole                                                            | 1                                                                     | 46’                                                                   |
| 29-5-2010                                                             | Innsbruck                                                             | Spagna                                                                | 3 – 2                                                                 | Arabia Saudita                                                        | Amichevole                                                            | 1                                                                     | 70’                                                                   |
| 3-6-2010                                                              | Innsbruck                                                             | Spagna                                                                | 1 – 0                                                                 | Corea del Sud                                                         | Amichevole                                                            | -                                                                     | 58’                                                                   |
| 8-6-2010                                                              | Murcia                                                                | Spagna                                                                | 6 – 0                                                                 | Polonia                                                               | Amichevole                                                            | 1                                                                     | 66’                                                                   |
| 16-6-2010                                                             | Durban                                                                | Spagna                                                                | 0 – 1                                                                 | Svizzera                                                              | Mondiali 2010 - 1º turno                                              | -                                                                     |                                                                       |
| 21-6-2010                                                             | Johannesburg                                                          | Spagna                                                                | 2 – 0                                                                 | Honduras                                                              | Mondiali 2010 - 1º turno                                              | 2                                                                     |                                                                       |
| 25-6-2010                                                             | Tshwane                                                               | Cile                                                                  | 1 – 2                                                                 | Spagna                                                                | Mondiali 2010 - 1º turno                                              | 1                                                                     |                                                                       |
| 29-6-2010                                                             | Città del Capo                                                        | Spagna                                                                | 1 – 0                                                                 | Portogallo                                                            | Mondiali 2010 - Ottavi di finale                                      | 1                                                                     | 88’                                                                   |
| 3-7-2010                                                              | Johannesburg                                                          | Spagna                                                                | 1 – 0                                                                 | Paraguay                                                              | Mondiali 2010 - Quarti di finale                                      | 1                                                                     |                                                                       |
| 6-7-2010                                                              | Durban                                                                | Germania                                                              | 0 – 1                                                                 | Spagna                                                                | Mondiali 2010 - Semifinale                                            | -                                                                     | 81’                                                                   |
| 11-7-2010                                                             | Johannesburg                                                          | Paesi Bassi                                                           | 0 – 1                                                                 | Spagna                                                                | Mondiali 2010 - Finale                                                | -                                                                     | 106’                                                                  |
| 3-9-2010                                                              | Vaduz                                                                 | Liechtenstein                                                         | 0 – 4                                                                 | Spagna                                                                | Qual. Euro 2012                                                       | 1                                                                     |                                                                       |
| 7-9-2010                                                              | Buenos Aires                                                          | Argentina                                                             | 4 – 1                                                                 | Spagna                                                                | Amichevole                                                            | -                                                                     | 46’                                                                   |
| 8-10-2010                                                             | Salamanca                                                             | Spagna                                                                | 3 – 1                                                                 | Lituania                                                              | Qual. Euro 2012                                                       | -                                                                     | 76’                                                                   |
| 12-10-2010                                                            | Glasgow                                                               | Scozia                                                                | 2 – 3                                                                 | Spagna                                                                | Qual. Euro 2012                                                       | 1                                                                     |                                                                       |
| 17-11-2010                                                            | Lisbona                                                               | Portogallo                                                            | 4 – 0                                                                 | Spagna                                                                | Amichevole                                                            | -                                                                     | 46’                                                                   |
| 9-2-2011                                                              | Madrid                                                                | Spagna                                                                | 1 – 0                                                                 | Colombia                                                              | Amichevole                                                            | -                                                                     | 56’                                                                   |
| 26-3-2011                                                             | Granada                                                               | Spagna                                                                | 2 – 1                                                                 | Rep. Ceca                                                             | Qual. Euro 2012                                                       | 2                                                                     |                                                                       |
| 29-3-2011                                                             | Kaunas                                                                | Lituania                                                              | 1 – 3                                                                 | Spagna                                                                | Qual. Euro 2012                                                       | -                                                                     | 54’                                                                   |
| 4-6-2011                                                              | Foxborough                                                            | Stati Uniti                                                           | 0 – 4                                                                 | Spagna                                                                | Amichevole                                                            | -                                                                     | 46’                                                                   |
| 7-6-2011                                                              | Puerto La Cruz                                                        | Venezuela                                                             | 0 – 3                                                                 | Spagna                                                                | Amichevole                                                            | 1                                                                     | 46’                                                                   |
| 10-8-2011                                                             | Bari                                                                  | Italia                                                                | 2 – 1                                                                 | Spagna                                                                | Amichevole                                                            | -                                                                     | 47’                                                                   |
| 2-9-2011                                                              | San Gallo                                                             | Spagna                                                                | 3 – 2                                                                 | Cile                                                                  | Amichevole                                                            | -                                                                     | 46’                                                                   |
| 6-9-2011                                                              | Logroño                                                               | Spagna                                                                | 6 – 0                                                                 | Liechtenstein                                                         | Qual. Euro 2012                                                       | 2                                                                     |                                                                       |
| 7-10-2011                                                             | Praga                                                                 | Rep. Ceca                                                             | 0 – 2                                                                 | Spagna                                                                | Qual. Euro 2012                                                       | -                                                                     | 61’                                                                   |
| 11-10-2011                                                            | Alicante                                                              | Spagna                                                                | 3 – 1                                                                 | Scozia                                                                | Qual. Euro 2012                                                       | 1                                                                     |                                                                       |
| 12-11-2011                                                            | Londra                                                                | Inghilterra                                                           | 1 – 0                                                                 | Spagna                                                                | Amichevole                                                            | -                                                                     |                                                                       |
| 15-11-2011                                                            | San José                                                              | Costa Rica                                                            | 2 – 2                                                                 | Spagna                                                                | Amichevole                                                            | 1                                                                     |                                                                       |
| 7-9-2012                                                              | Pontevedra                                                            | Spagna                                                                | 5 – 0                                                                 | Arabia Saudita                                                        | Amichevole                                                            | 1                                                                     | 53’                                                                   |
| 12-10-2012                                                            | Minsk                                                                 | Bielorussia                                                           | 0 – 4                                                                 | Spagna                                                                | Qual. Mondiali 2014                                                   | -                                                                     | 76’                                                                   |
| 14-11-2012                                                            | Panama                                                                | Panama                                                                | 1 – 5                                                                 | Spagna                                                                | Amichevole                                                            | 1                                                                     | 73’                                                                   |
| 6-2-2013                                                              | Doha                                                                  | Spagna                                                                | 3 – 1                                                                 | Uruguay                                                               | Amichevole                                                            | -                                                                     | 46’                                                                   |
| 22-3-2013                                                             | Gijón                                                                 | Spagna                                                                | 1 – 1                                                                 | Finlandia                                                             | Qual. Mondiali 2014                                                   | -                                                                     | 65’                                                                   |
| 26-3-2013                                                             | Saint-Denis                                                           | Francia                                                               | 0 – 1                                                                 | Spagna                                                                | Qual. Mondiali 2014                                                   | -                                                                     | 61’                                                                   |
| 12-6-2013                                                             | New York                                                              | Spagna                                                                | 2 – 0                                                                 | Irlanda                                                               | Amichevole                                                            | -                                                                     | 59’                                                                   |
| 20-6-2013                                                             | Rio de Janeiro                                                        | Spagna                                                                | 10 – 0                                                                | Tahiti                                                                | Conf. Cup 2013 - 1º turno                                             | 3                                                                     |                                                                       |
| 23-6-2013                                                             | Fortaleza                                                             | Nigeria                                                               | 0 – 3                                                                 | Spagna                                                                | Conf. Cup 2013 - 1º turno                                             | -                                                                     | 75’                                                                   |
| 30-6-2013                                                             | Rio de Janeiro                                                        | Brasile                                                               | 3 – 0                                                                 | Spagna                                                                | Conf. Cup 2013 - Finale                                               | -                                                                     | 51’                                                                   |
| 6-9-2013                                                              | Helsinki                                                              | Finlandia                                                             | 0 – 2                                                                 | Spagna                                                                | Qual. Mondiali 2014                                                   | -                                                                     | 55’                                                                   |
| 16-11-2013                                                            | Malabo                                                                | Guinea Equatoriale                                                    | 1 – 2                                                                 | Spagna                                                                | Amichevole                                                            | -                                                                     | 58’                                                                   |
| 19-11-2013                                                            | Johannesburg                                                          | Sudafrica                                                             | 1 – 0                                                                 | Spagna                                                                | Amichevole                                                            | -                                                                     | 57’                                                                   |
| 7-6-2014                                                              | Landover                                                              | El Salvador                                                           | 0 – 2                                                                 | Spagna                                                                | Amichevole                                                            | 2                                                                     | 46’                                                                   |
| 23-6-2014                                                             | Curitiba                                                              | Australia                                                             | 0 – 3                                                                 | Spagna                                                                | Mondiali 2014 - 1º turno                                              | 1                                                                     | 57’                                                                   |
| 2-9-2017                                                              | Madrid                                                                | Spagna                                                                | 3 – 0                                                                 | Italia                                                                | Qual. Mondiali 2018                                                   | -                                                                     | 89’                                                                   |
| Totale                                                                |                                                                       | Presenze (10º posto)                                                  | 98                                                                    |                                                                       | Reti (1º posto)                                                       | 59                                                                    |                                                                       |

| Cronologia completa delle presenze e delle reti in nazionale ― Asturie | Cronologia completa delle presenze e delle reti in nazionale ― Asturie | Cronologia completa delle presenze e delle reti in nazionale ― Asturie | Cronologia completa delle presenze e delle reti in nazionale ― Asturie | Cronologia completa delle presenze e delle reti in nazionale ― Asturie | Cronologia completa delle presenze e delle reti in nazionale ― Asturie | Cronologia completa delle presenze e delle reti in nazionale ― Asturie | Cronologia completa delle presenze e delle reti in nazionale ― Asturie |
| Data                                                                   | Città                                                                  | In casa                                                                | Risultato                                                              | Ospiti                                                                 | Competizione                                                           | Reti                                                                   | Note                                                                   |
| ---------------------------------------------------------------------- | ---------------------------------------------------------------------- | ---------------------------------------------------------------------- | ---------------------------------------------------------------------- | ---------------------------------------------------------------------- | ---------------------------------------------------------------------- | ---------------------------------------------------------------------- | ---------------------------------------------------------------------- |
| 29-12-2001                                                             | Gijón                                                                  | Asturie                                                                | 6 – 1                                                                  | Lituania                                                               | Amichevole                                                             | -                                                                      |                                                                        |
| 28-12-2002                                                             | Avilés                                                                 | Asturie                                                                | 5 – 3                                                                  | Honduras                                                               | Amichevole                                                             | 1                                                                      |                                                                        |
| Totale                                                                 |                                                                        | Presenze                                                               | 2                                                                      |                                                                        | Reti                                                                   | 1                                                                      |                                                                        |

## Palmarès

### Club

#### Competizioni nazionali
- Campionato spagnolo: 3

Barcellona: 2010-2011, 2012-2013
Atlético Madrid: 2013-2014
- Coppa di Spagna: 3

Real Saragozza: 2003-2004
Valencia: 2007-2008
Barcellona: 2011-2012
- Supercoppa di Spagna: 3

Real Saragozza: 2004
Barcellona: 2010, 2011
- Coppa dell'Imperatore: 1

Vissel Kobe: 2019

#### Competizioni internazionali
- UEFA Champions League: 1

Barcellona: 2010-2011
- Supercoppa UEFA: 1

Barcellona: 2011
- Coppa del mondo per club: 1

Barcellona: 2011

### Nazionale
- Campionato d'Europa: 1

Austria-Svizzera 2008
- Campionato mondiale: 1

Sudafrica 2010

### Individuale
- Trofeo Zarra: 4

2005-2006 (25 gol), 2006-2007 (16 gol), 2008-2009 (28 gol), 2009-2010 (21 gol)
- Capocannoniere del Campionato europeo: 1

Austria-Svizzera 2008 (4 gol)
- Euro 2008 Team of the tournament: 1

Austria-Svizzera 2008
- Scarpa di bronzo della FIFA Confederations Cup: 1

2009
- Scarpa d'argento dei mondiali: 1

2010
- Pallone di bronzo dei mondiali: 1

2010
- All-Star Team dei mondiali: 1

Sudafrica 2010
- FIFA/FIFPro World XI: 1

2010
- Squadra dell'anno UEFA: 1

2010
- MLS Best XI: 2

2016, 2017
- Premio MVP della Major League Soccer: 1

2016